# Valdecorvos (Pontevedra)
Valdecorvos é um bairro localizado na parte oriental da cidade de Pontevedra (Espanha). É uma zona residencial recente.

## Localização
O bairro de Valdecorvos está localizado no leste da cidade de Pontevedra. Faz fronteira a norte com os bairros da Seca e Santa Margarita, a sul com o bairro no final da rua Loureiro Crespo e a Avenida de Lugo, a sul, com a Avenida de Lugo e a N-541 a leste e com o bairro do Castañal a oeste.

## História
O bairro de Valdecorvos foi incluído no plano urbanístico local da cidade de 1989 como uma área reservada à habitação subsidiada. Os primeiros passos para o seu desenvolvimento datam de 1992, mas devido a várias vicissitudes, o projecto de urbanização só foi retomado em 2001. Contudo, o desenvolvimento do terreno só foi concretizado em Janeiro de 2008, quando a modificação específica do plano de desenvolvimento urbano foi aprovada, o que desbloqueou o projecto.
O projecto de urbanização foi finalmente apresentado em Setembro de 2008 pela conselheira responsável do então Ministério da Habitação, Teresa Táboas, que previa a construção de mais de meio milhar de habitações na zona, algumas das quais eram habitações sociais.
O desenvolvimento do bairro levou 20 meses e foi concluído em Abril de 2010. A primeira licença de construção para os três primeiros edifícios foi concedida em Junho de 2010 e a 9 de Junho de 2010, a rua central do Prado Novo foi aberta ao tráfego pedestre e de veículos.
Em Agosto de 2010, iniciou-se a construção de uma rua sob a linha ferroviária para ligar o bairro a oeste com a Rua José Malvar e o centro da cidade. Em Abril de 2011, começaram os trabalhos de urbanização da Rua Sequiña, desde a nova passagem subterrânea até à Rua Prado Novo.
Em Abril de 2022 foi concluído um melhoramento completo do parque Valdecorvos.

## Descrição
O bairro é construído em torno de uma grande área verde, o Parque de Valdecorvos, a sul do qual corre a ribeira de Valdecorvos. É o maior parque do leste da cidade. Para além das árvores, tem caminhos pedonais e uma ponte de madeira para atravessar a ribeira de Valdecorvos, uma ponte pedonal em palafitas para o ligar à zona do Costado e escadas de madeira para a rua Prado Novo. Tem um miradouro na parte norte com vistas para o leste da cidade. Há um carvalhal e o miradouro está concebido como zona de descanso com mobiliário urbano. Para além deste parque, existem jardins ligados a cada bloco de edifícios e, a leste do bairro, o parque das Regas.
Valdecorvos tem uma rua principal semi-circular de 22 metros de largura, a Rua Prado Novo, com 375 lugares de estacionamento à superfície. Esta rua está ligada à Avenida de Lugo e à Estrada de Ourense por uma rotunda e uma via de entrada e saída. A partir da rua central Prado Novo há também três entroncamentos internos que terminam em rotundas, e uma rua a oeste que liga directamente à rua José Malvar, a rua Sequiña, que inclui uma passagem por baixo do caminho-de-ferro 
O bairro é dominado a norte pela quinta dos Pita, uma propriedade declarada singular, com várias árvores centenárias, incluindo uma colecção de camélias.

## Galeria de imagens

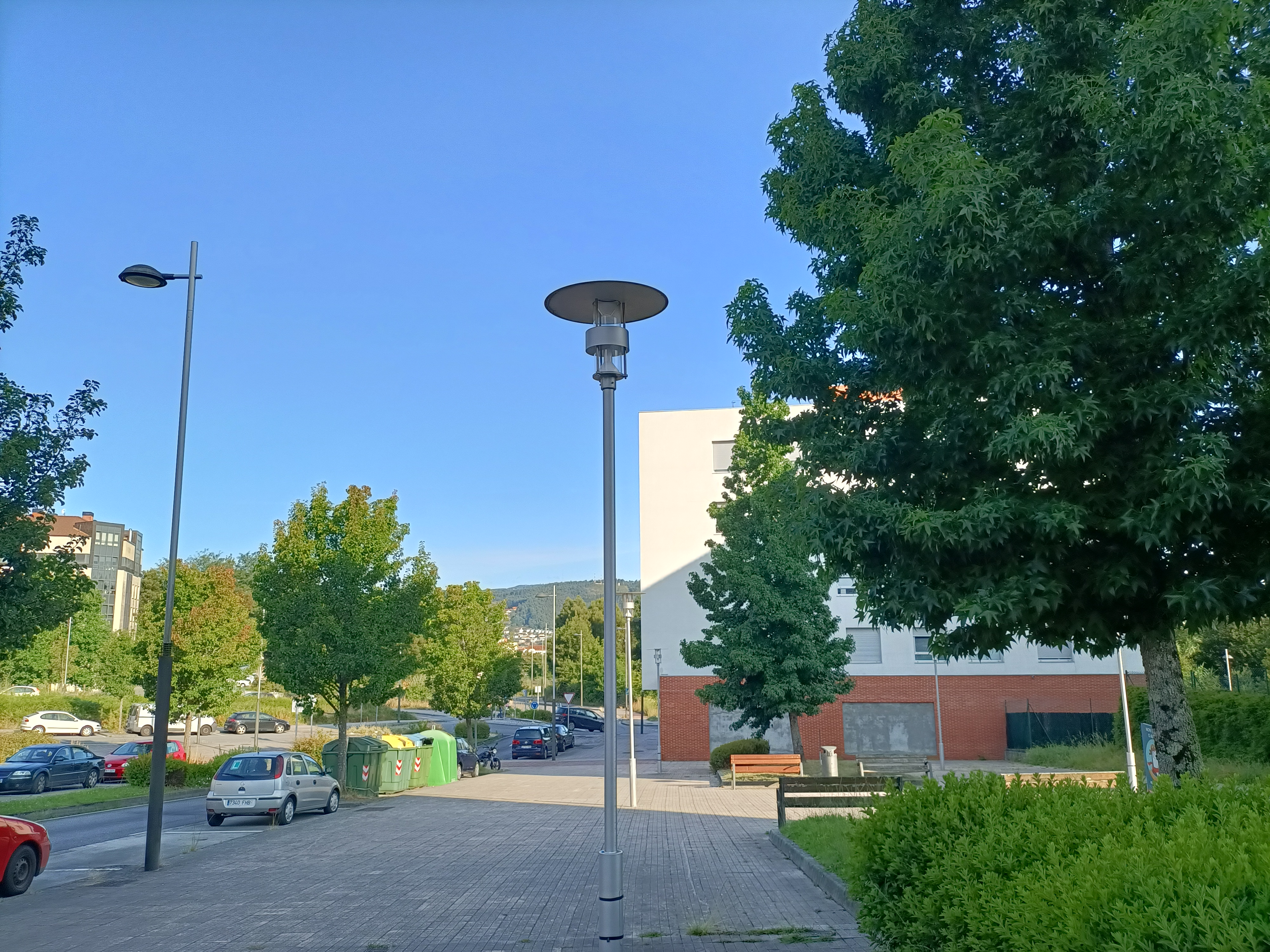
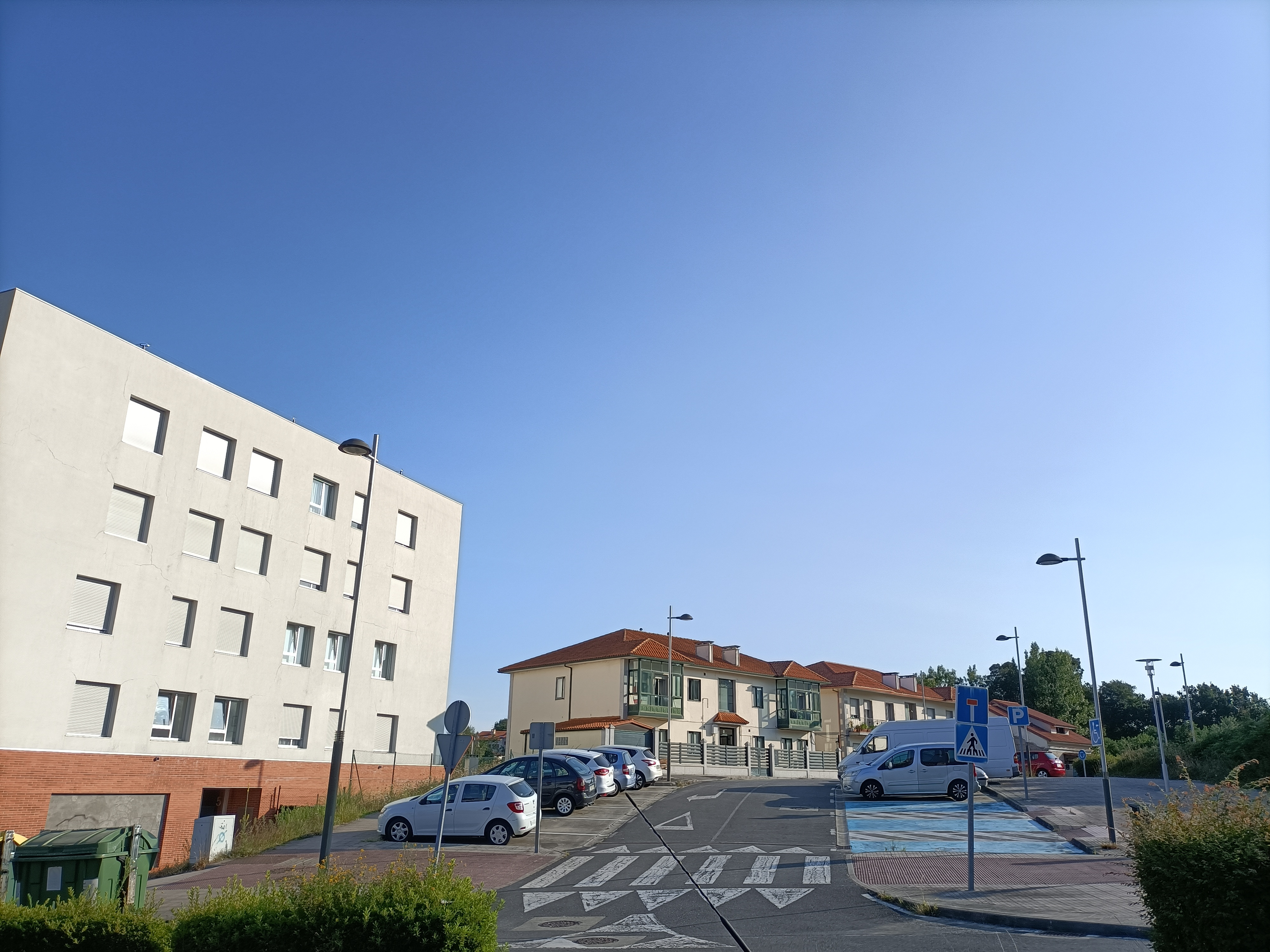
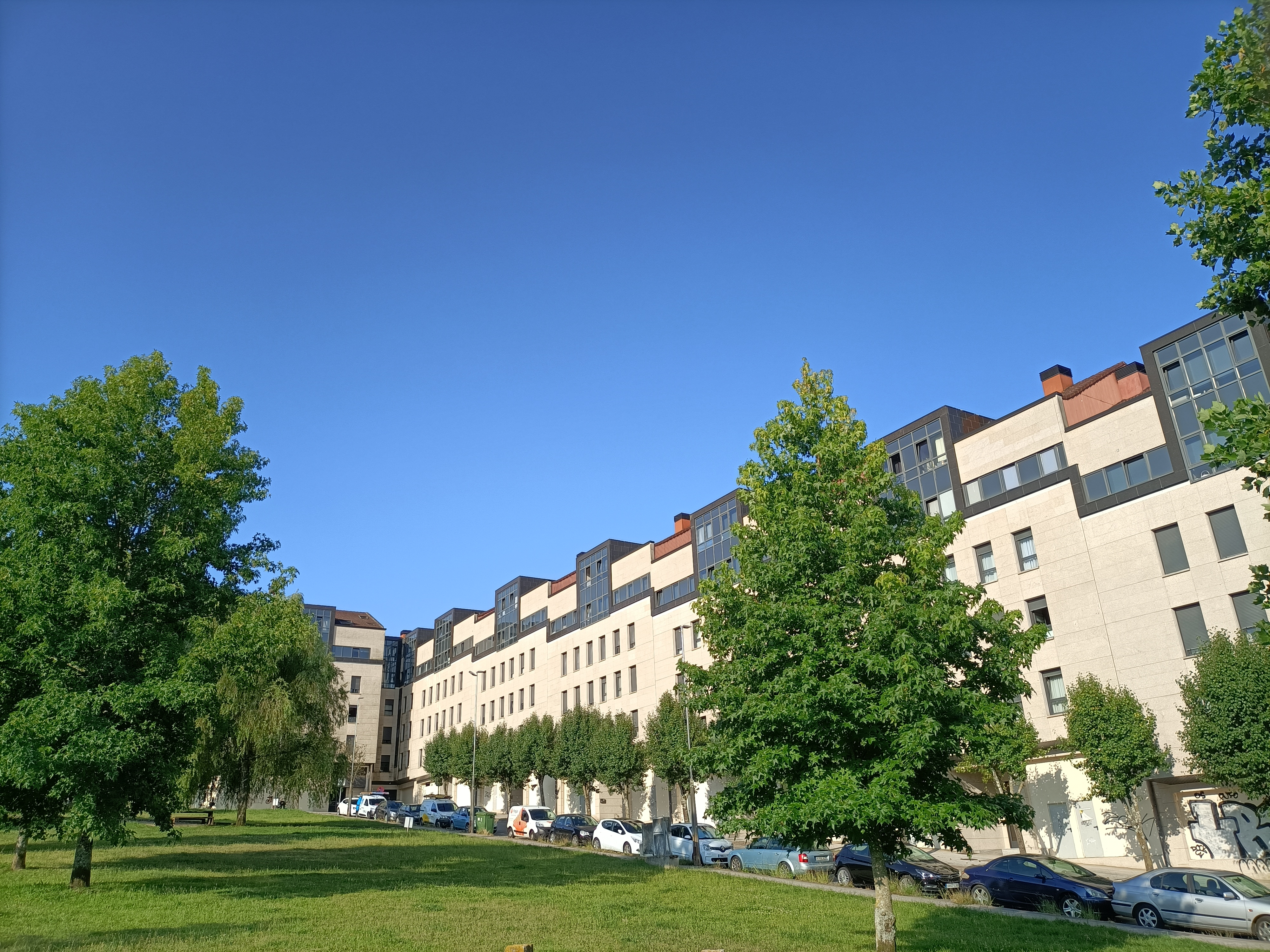
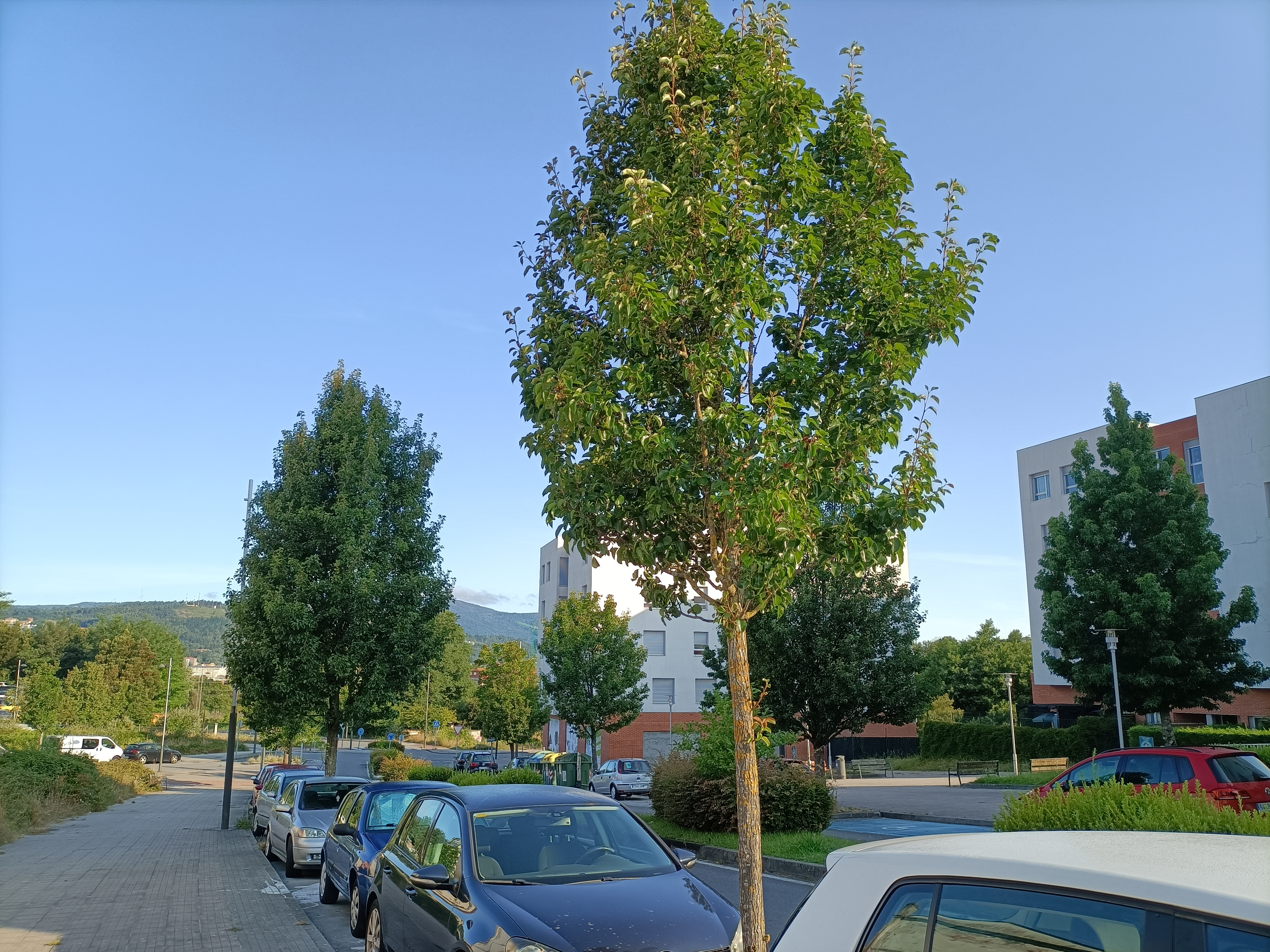
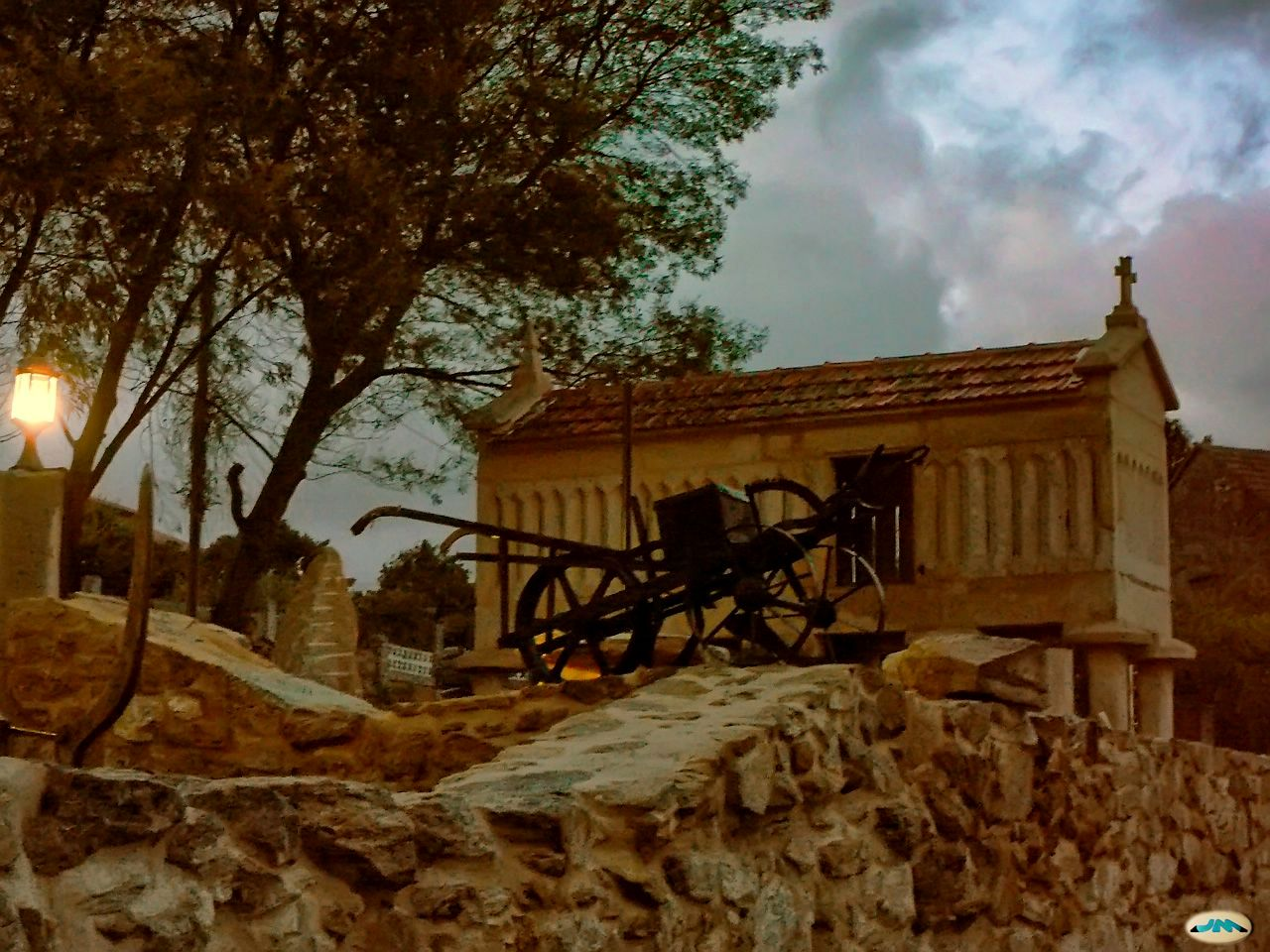
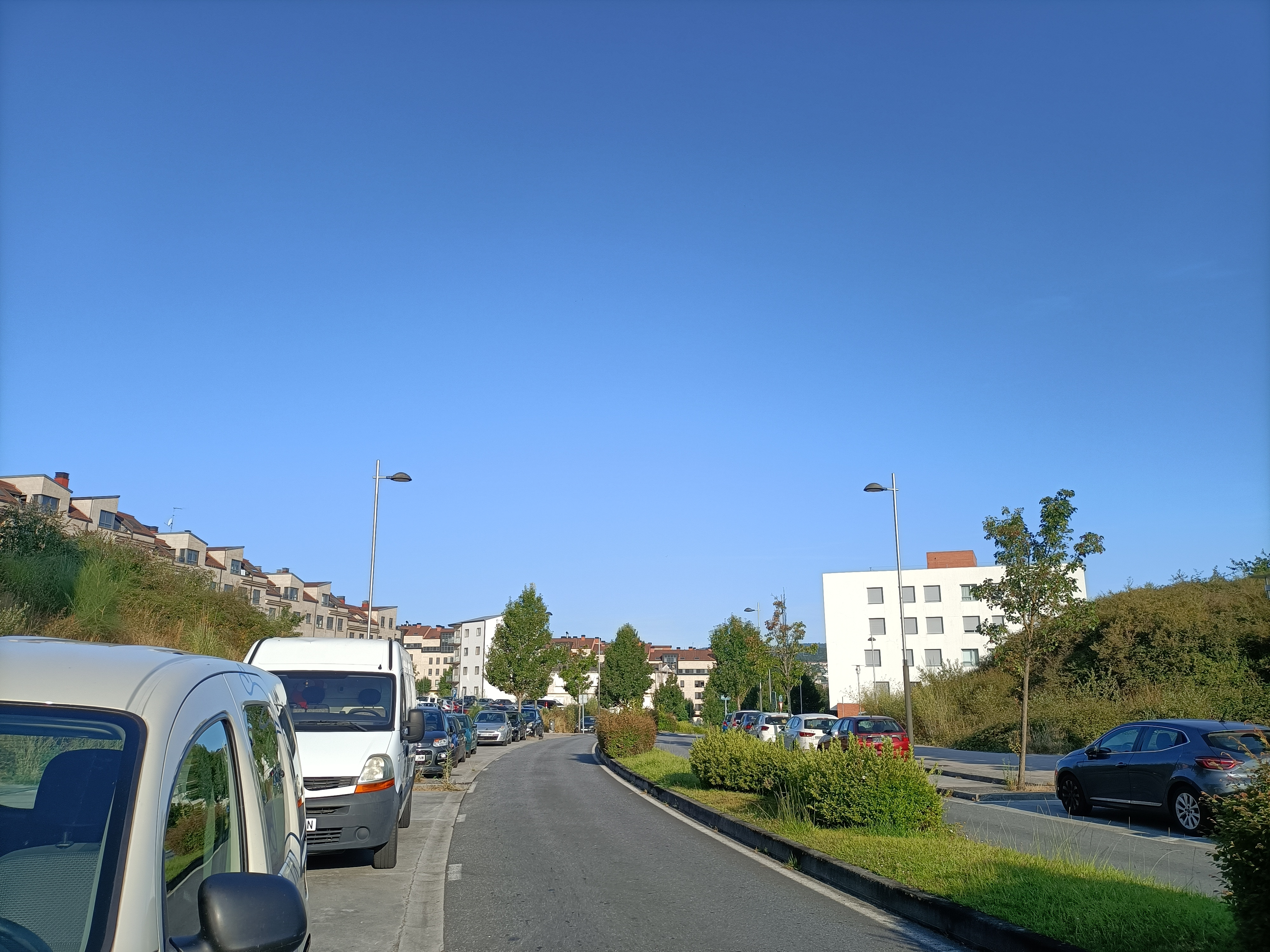
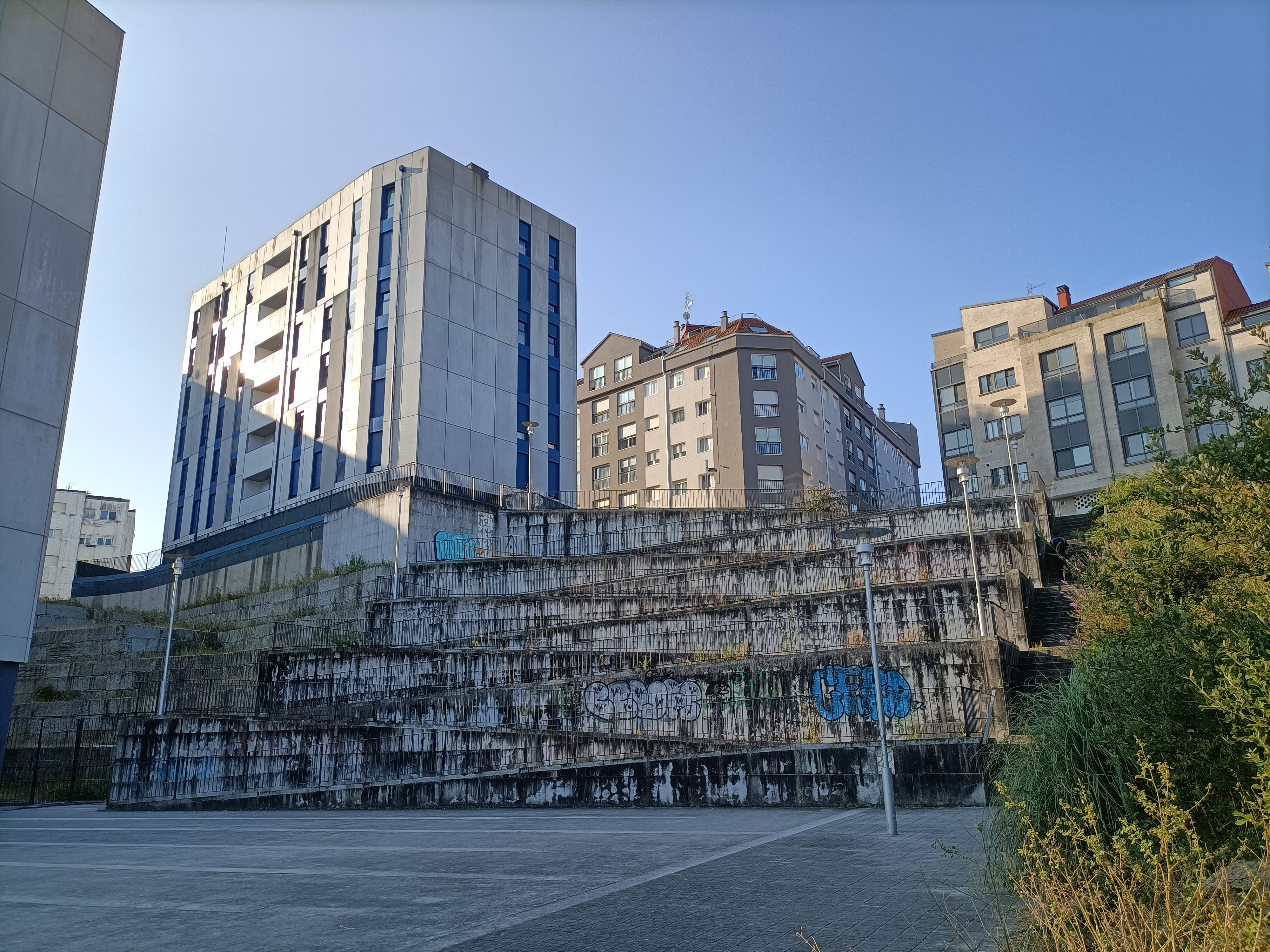
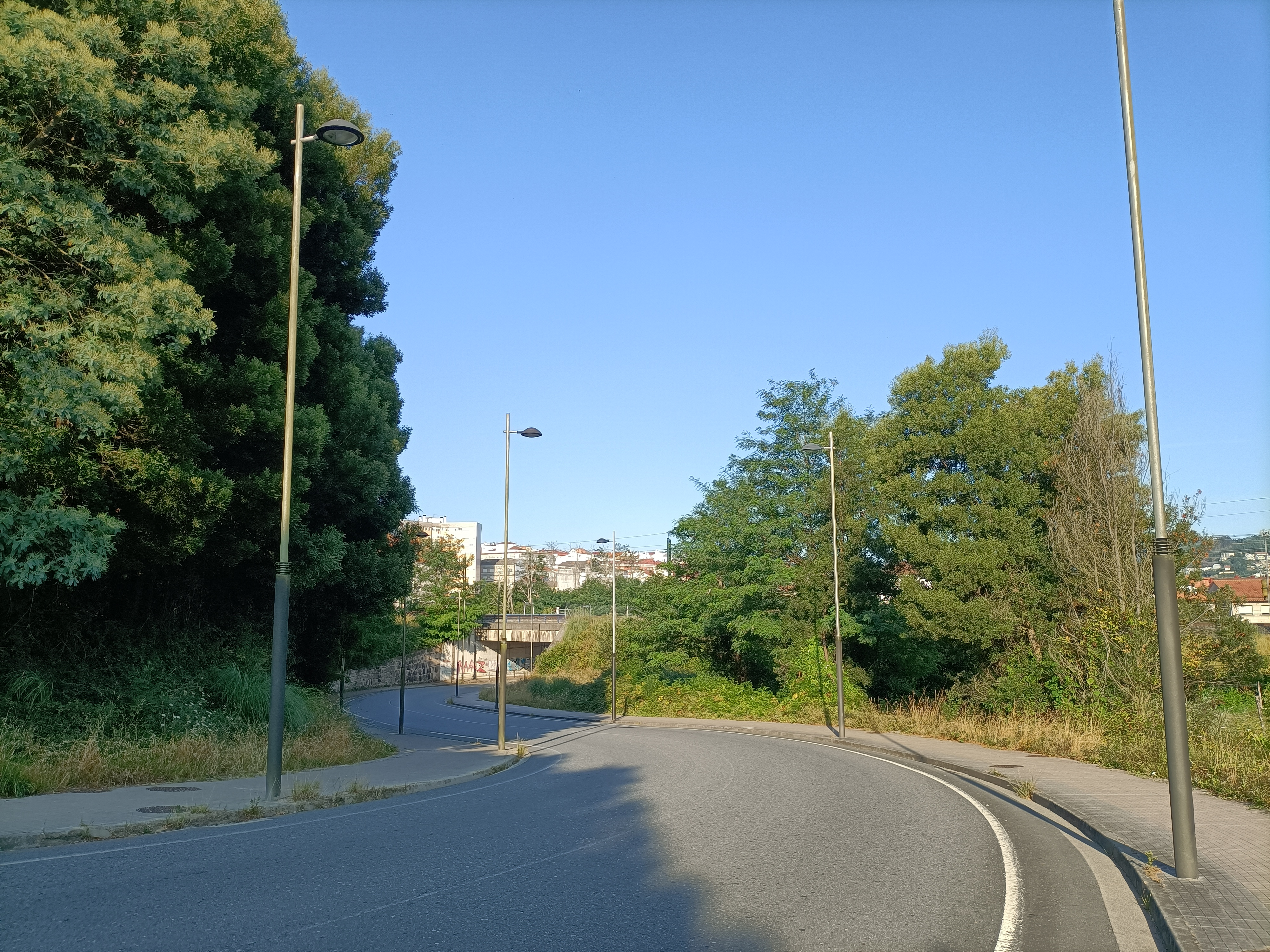
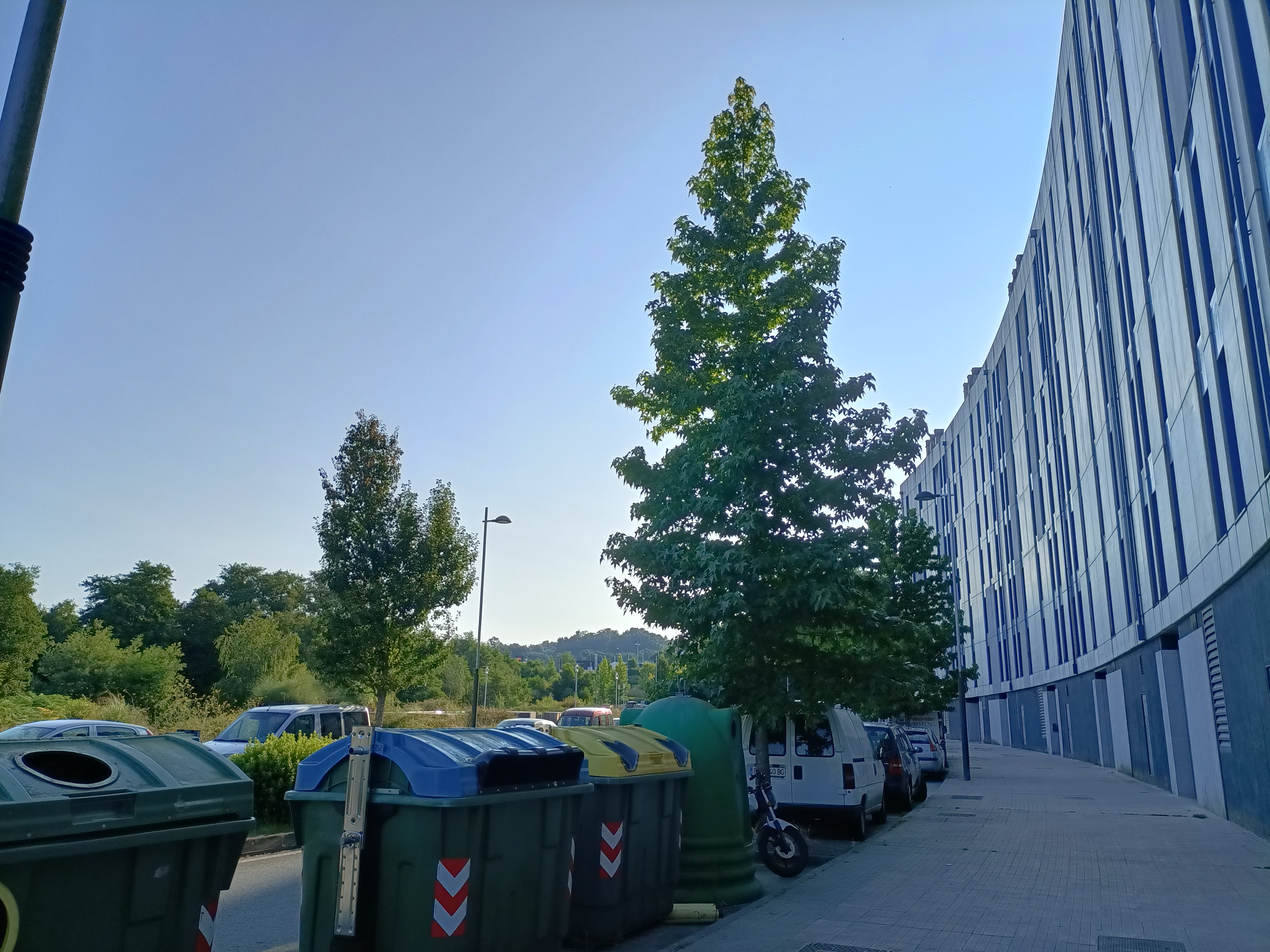
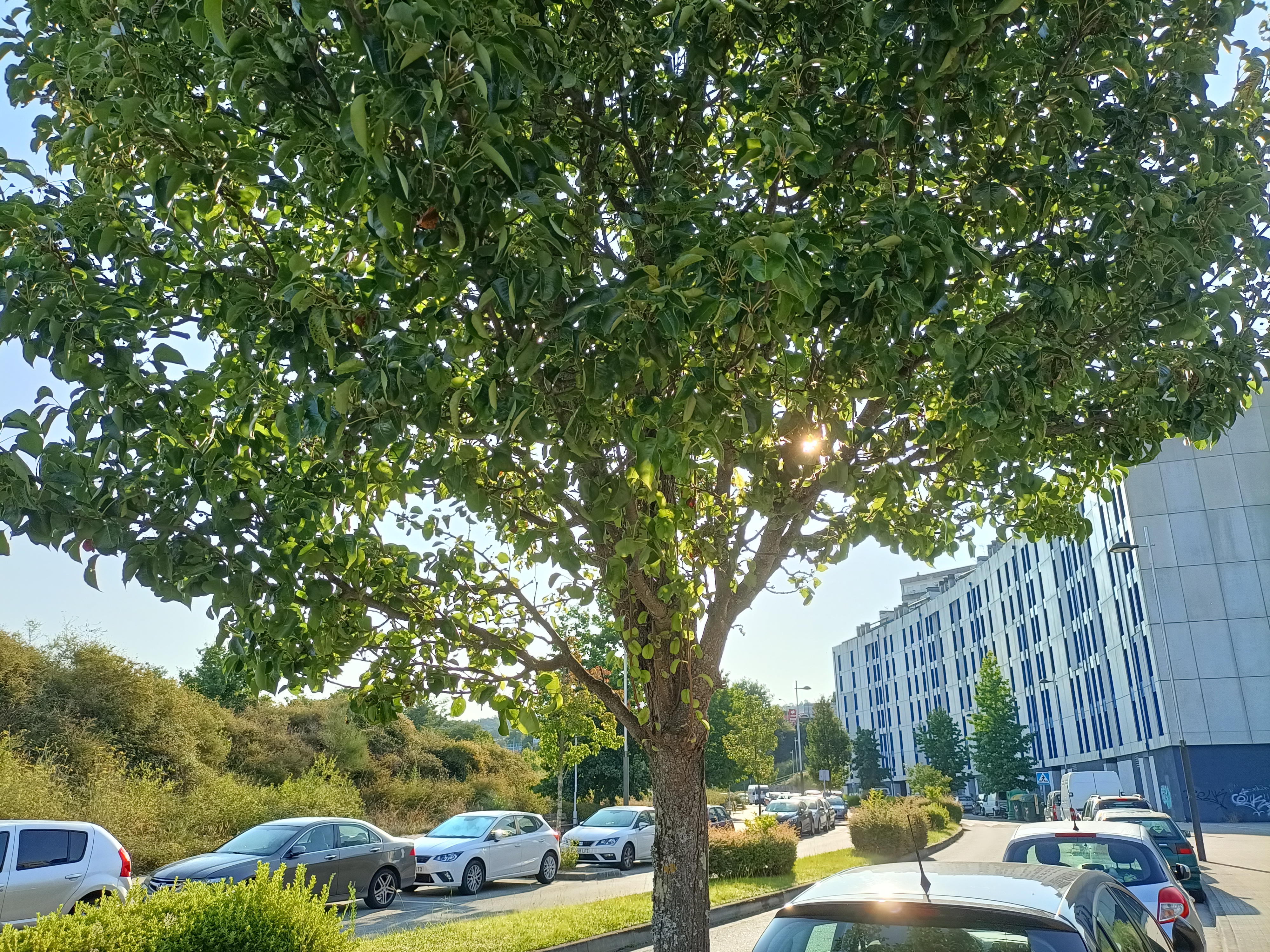
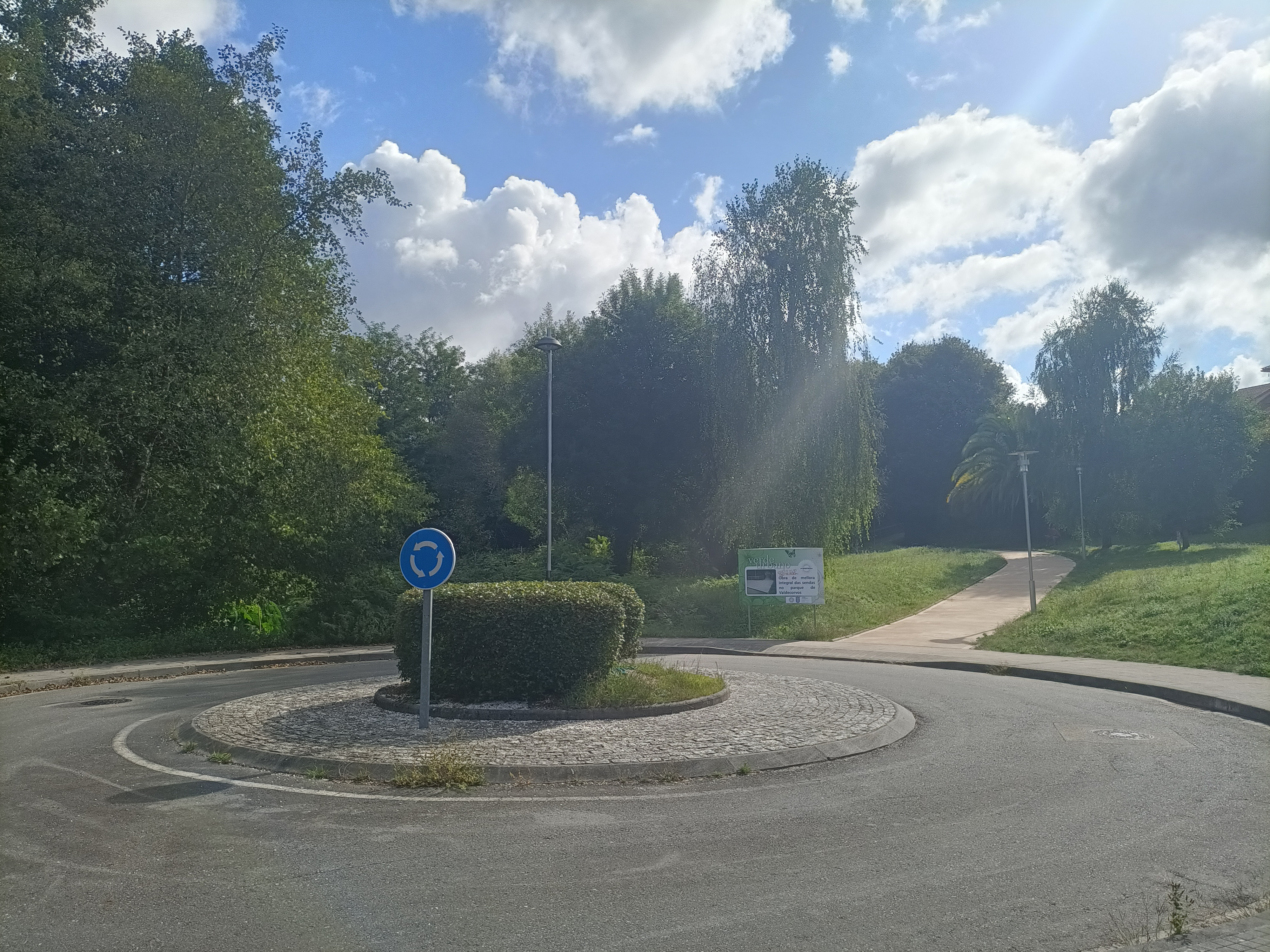
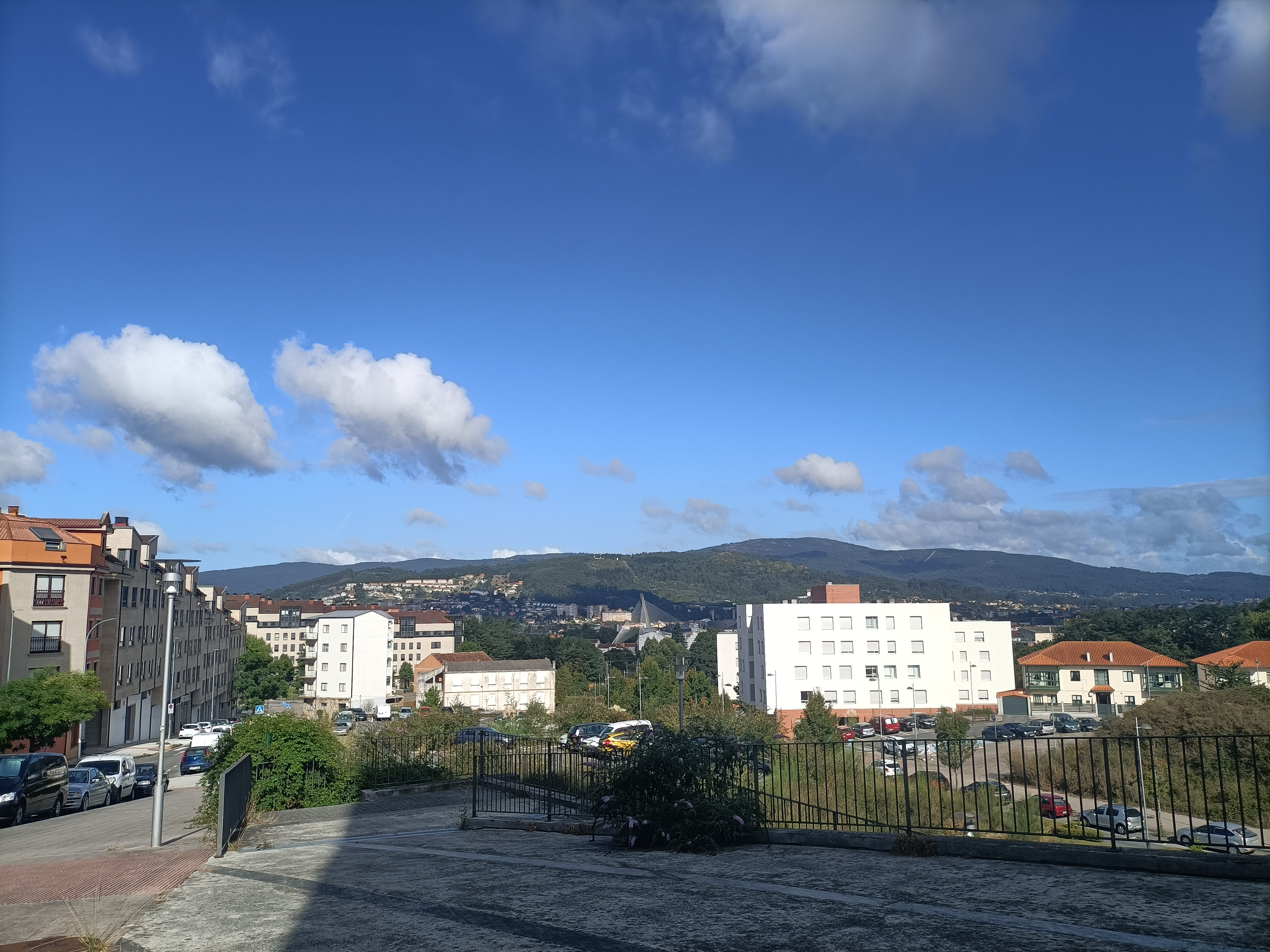

### Artigos relacionados
- A Parda